# Lepanthes uribei
Lepanthes uribei är en orkidéart som beskrevs av Carlyle August Luer. Lepanthes uribei ingår i släktet Lepanthes och familjen orkidéer. Inga underarter finns listade i Catalogue of Life.